# Alexander Ekblad
Hans Alexander Ekblad, född 7 augusti 1987 i Borlänge, är en svensk före detta fotbollsspelare (försvarare). 

## Karriär
Inför säsongen 2017 förlängde Ekblad sitt kontrakt i Dalkurd FF med två år.
Den 1 juli 2019 återvände Ekblad till IK Brage, där han skrev på ett 1,5-årskontrakt. I februari 2021 meddelade Ekblad att han avslutade sin fotbollskarriär.